# Tvings socken
Tvings socken i Blekinge ingick i Medelstads härad, ingår sedan 1974 i Karlskrona kommun och motsvarar från 2016 Tvings distrikt.
Socknens areal är 146,3 kvadratkilometer, varav land 137,7. År 2000 fanns här 1 257 invånare. Tätorten Tving med Tvings kyrka ligger i denna socken.

## Administrativ historik
Socknen har medeltida ursprung. 
Vid kommunreformen 1862 övergick socknens ansvar för de kyrkliga frågorna till Tvings församling och för de borgerliga frågorna till Tvings landskommun. 1870 bröts Eringsboda socken ut. Landskommunen utökades 1952 varefter denna del 1963 uppgick i Fridlevstads landskommun som sedan uppgick 1974 i Karlskrona kommun. Församlingen uppgick 2010 i Fridlevstads församling.
1 januari 2016 inrättades distriktet Tving, med samma omfattning som församlingen hade 1999/2000. 
Socknen har tillhört fögderier, tingslag och domsagor enligt vad som beskrivs i artikeln Medelstads härad. Socken indelades fram till 1901 i 61 båtsmanshåll, vars båtsmän tillhörde Blekinges 3:e (1:a före 1845) båtsmanskompani.

## Geografi
Tvings socken sträcker sig från nära smålandsgränsen söderut i en småkuperad, sjö- och skogrik trakt kring Nättrabyån.

## Fornminnen
Stenåldersgravar (enmansgravar) är noterade från Bråstorp, järnåldersgravar (jordblandade rösen) är antecknade söder om Jämsunda.

## Namnet
Namnet (1400-talet Twingh), taget från kyrkbyn, betyder ’tränga ihop’.

## Befolkningsutveckling
| Befolkningsutvecklingen i Tvings socken 1780–1990                                                       | Befolkningsutvecklingen i Tvings socken 1780–1990 | Befolkningsutvecklingen i Tvings socken 1780–1990 | Befolkningsutvecklingen i Tvings socken 1780–1990 | Befolkningsutvecklingen i Tvings socken 1780–1990 |
| --- | ------------------------------------------------- | ------------------------------------------------- | ------------------------------------------------- | ------------------------------------------------- |
| |                                                   |                                                   |                                                   |                                                   |
| År |                                                   |                                                   | Folkmängd                                         |                                                   |
| 1780 | 1780                                              |                                                   | 2 632                                             |                                                   |
| 1790 | 1790                                              |                                                   | 2 904                                             |                                                   |
| 1800 | 1800                                              |                                                   | 2 983                                             |                                                   |
| 1810 | 1810                                              |                                                   | 3 326                                             |                                                   |
| 1820 | 1820                                              |                                                   | 3 744                                             |                                                   |
| 1830 | 1830                                              |                                                   | 4 328                                             |                                                   |
| 1840 | 1840                                              |                                                   | 4 799                                             |                                                   |
| 1850 | 1850                                              |                                                   | 5 496                                             |                                                   |
| 1860 | 1860                                              |                                                   | 6 452                                             |                                                   |
| 1870 | 1870                                              |                                                   | 3 951                                             |                                                   |
| 1880 | 1880                                              |                                                   | 4 142                                             |                                                   |
| 1890 | 1890                                              |                                                   | 4 212                                             |                                                   |
| 1900 | 1900                                              |                                                   | 3 980                                             |                                                   |
| 1910 | 1910                                              |                                                   | 3 443                                             |                                                   |
| 1920 | 1920                                              |                                                   | 3 198                                             |                                                   |
| 1930 | 1930                                              |                                                   | 2 880                                             |                                                   |
| 1940 | 1940                                              |                                                   | 2 687                                             |                                                   |
| 1950 | 1950                                              |                                                   | 2 187                                             |                                                   |
| 1960 | 1960                                              |                                                   | 1 750                                             |                                                   |
| 1970 | 1970                                              |                                                   | 1 422                                             |                                                   |
| 1980 | 1980                                              |                                                   | 1 429                                             |                                                   |
| 1990 | 1990                                              |                                                   | 1 387                                             |                                                   |
| Anm: Källor: Umeå universitet - Tabellverket 1749-1859, Demografiska databasen, CEDAR, Umeå universitet |                                                   |                                                   |                                                   |                                                   |

### Fotnoter
1. 1 2 3  Svensk Uppslagsbok andra upplagan 1947–1955: Tving socken
2. 1 2  Harlén, Hans; Harlén Eivy (2003). Sverige från A till Ö: geografisk-historisk uppslagsbok. Stockholm: Kommentus. Libris 9337075. ISBN 91-7345-139-8
3. ↑  ”Församlingar”. Statistiska centralbyrån. https://www.scb.se/hitta-statistik/regional-statistik-och-kartor/regionala-indelningar/forsamlingar/. Läst 30 december 2022.
4. ↑  "Ostkanten" om Blekinge och Södra Möres båtsmän
5. 1 2  Sjögren, Otto (1932). Sverige geografisk beskrivning del 3 Blekinge, Kristianstads, Malmöhus och Hallands län samt staden Göteborg. Stockholm: Wahlström & Widstrand. Libris 9940
6. 1 2  Nationalencyklopedin
7. ↑  Fornlämningar, Statens historiska museum: Tvings socken
8. ↑  Fornminnesregistret, Riksantikvarieämbetet: Tvings socken Fornminnen i socknen erhålls på kartan genom att skriva in sockennamn (utan "socken") i "Ange geografiskt område"